# Il lutto si addice ad Elettra
Il lutto si addice ad Elettra (Mourning Becomes Electra) è il titolo di una trilogia teatrale scritta dal drammaturgo statunitense Eugene O'Neill, messa in scena per la prima volta nel 1931, con protagoniste Alla Nazimova (nel ruolo di Christine) e Alice Brady (in quello di Lavinia).

## Trama
La vicenda si svolge all'epoca della Guerra di secessione americana, nella famiglia di un generale nordista. Agamennone è ora il generale Ezra Mannon, Clitennestra è la sua seconda moglie Christine, Oreste è suo figlio Orin, e Elettra è la figlia Lavinia. Come in una tragedia greca, l'opera tratta di omicidio, adulterio, incesto e vendetta, e la funzione del coro greco è svolta da un gruppo di cittadini. Mentre nelle tragedie greche è il solo fato a guidare le azioni dei personaggi, nell'opera di O'Neill le motivazioni trovano fondamento nella teoria psicoanalitica degli anni trenta. La trilogia può essere letta in chiave freudiana, facendo attenzione ai complessi di Edipo e di Elettra dei vari personaggi.
Il lutto si addice ad Elettra è divisa in tre parti (intitolate rispettivamente Ritorno, L'agguato e L'incubo) per un totale di tredici atti. Le tre parti non vengono mai rappresentate separatamente, ma solo come componenti della trilogia. La versione integrale dell'opera è ritenuta troppo lunga per un allestimento teatrale, e spesso viene messa in scena con tagli e adattamenti. Il copione originale prevede inoltre un numero molto elevato di attori: per questi motivi non è una delle opere più rappresentate di O'Neill.

## Rappresentazioni
La prima italiana è stata il 28 marzo 1941 al Teatro delle Arti di Roma, in versione integrale, traduzione di Adelchi Moltedo, regia di Giulio Pacuvio, scene di Enrico Prampolini; con Diana Torrieri (Lavinia Mannon), Salvo Randone (Orin), Alfredo Varelli (Pietro Niles), Tatiana Farnesi (Hazel), Giovanni Dolfini (Seth), Vittorio Simbolotti (Amos Ames), Flavio Della Noce (Joe Silva), Giovanni Conforti (Abner Small), Lola Braccini (Cristina), Gemma Griarotti, Flavio Diaz.

## Trasposizioni cinematografiche
Nel 1947 venne realizzato un film omonimo, diretto da Dudley Nichols e interpretato da Rosalind Russell, Michael Redgrave, Raymond Massey, Katina Paxinou, Leo Genn e Kirk Douglas. Per questo film gli attori protagonisti ricevettero una nomination al Premio Oscar, Rosalind Russell come miglior attrice e Micheal Redgrave come miglior attore; la Russel vinse il Premio Golden Globe per la migliore attrice in un film drammatico.

## Edizioni
- Eugene O'Neill, Il lutto si addice ad Elettra, traduzione di Adelchi Moltedo, "Il Dramma", n. 361-362, 1-15 settembre 1941, pp. 16–68